# Quercus acerifolia
Quercus acerifolia je bjelogorično drvo iz roda hrastova porodice Fagaceae. Narodni naziv za ovaj sjevernoamerički endem je javorolisni hrast, i prijevod je latinskog imena vrste acerifolia, što znači "javorov list," i to zbog toga što se lišće na prvi pogled čini dlanasto režnjevito, slično listovima javora.
Ova vrsta je rijetka, i raste na samo četiri lokacije unutar planina Ouachita u državi Arkansas.. Može narasti do 15 metara visine.
Vrsta je ugrožena gubitkom staništa u cijelom njezinom fragmentiranom području.

## Sinonimi
- Quercus shumardii var. acerifolia E.J.Palmer; J. Arnold Arbor. 8: 54 (1927)
- Quercus acerifolia (E.J.Palmer) Stoynoff & W.J.Hess ex R.J.Jensen; Fl. N. Amer. N. Mex. [FNA Ed. Comm.] 3: 465 (1997), isonym

## Vanjske poveznice
- In Search of an Endangered Species: Quercus acerifolia
- Conservation Gap Analysis of Native U.S. Oaks
- Maple-leaf Oak